# إليك أيتها الجميلة (مسلسل)
إليك أيتها الجميلة (بالكورية: 아름다운 그대에게) وايضًا يُعرف بأسم (for you full in blossom) (بالعربية: لأجلك المليئة بالزهر) (بالكورية: 꽃이 가득한 너를 위해) هو مسلسل درامي تلفزيوني كوري جنوبي لعام 2012 من بطولة سولي وتشوي من هو وإي هيون وو، تم بثه على قناة SBS من 15 أغسطس إلى 4 أكتوبر 2012، يومي الأربعاء والخميس الساعة 21:55 ويتكون المسلسل من 16 حلقات، المسلسل مبني على قصة مانغا اليابانية، هانازاكاري نو كيميتاشاي للكاتبة هازايا ناكاجو، تم تصوير اثنين مسلسل تلفزيوني عن المانجا:
• دراما تايونية هانازاكارينو كيميتاشاي في عام 2006
• واليابانية هانازاكاري نو كيميتاشين 2007
• واخر مسلسل تلفزيوني هو «إليك ايتها الجميلة»

## القصة
تتمحور قصة " إليك أيتها الجميلة"، حول " غوي جاي ري (سولي) وهي فتاة كورية تعيش في الولايات المتحدةتعرضت للتنمر في المدرسة بسبب مظهرها وأرادت ترك المدرسة، وفي يوم من الأيام، ترى منافسة على الحلبة على التلفزيون، وأصبحت تنجذب إلى أحد المنافسي، كانغ تاي جون (تشوي مين هو) وهو صاحب المركز الأول والميدالية في الوثب العالي الرياضي، وبسبب اصابته يبدأ بالتراجع ويقرر نسيان حلمه في تحقيق المركز الأول، تنتقل " غوي جاي ري" إلى كوريا لحضور نفس المدرسة التي يدرس فيها «كانغ تاي جون» ولأنها تتعرض للتنمر في مدرستها، تقرر "غوي جاي ري" قص شعرها وتتنكر كصبي لدخول مدرسة كوريا الجنوبية للفتيان وتبدأ "غوي جاي ري" بالانسجام مع الطلاب الفتيان ومن جهة تحاول بشدة ان لا تنكشف هويتها.
الإعلان والتصوير
في 10 مارس 2011، أعلنت إس إم إنترتينمنت أنها اكتسبت حقوق المانغا «هانازاكاري نو كيميتاشاي» وستقوم بتصويره وتأليفها بالكوري، كشف الممثلون «سيكون للنسخة الكورية مكونة من 16 حلقات تستخلص قصصًا من الآمل والأحلام. كما انه نوع كوميدي ومراهق ذات قصة جذابة ولكنها بنفس الوقت قوية وهناك مجموعو كبيرة من أعضاء فريق التمثيل الوسيمين.»
في 26 أبريل، تم الإعلان ان تشوي مين هو وسولي (س)، وإخراج جون كي سانج الذي أخرج في السابق الدراما الناجحة فتيان قبل الزهور، في 24 أيار (مايو) 2012، تم الإعلان عن أن العنوان المسلسل هو "The The Beautiful You"، بعد مناقشات سابقة لدور الذكر الثانوي، تم تأكيد ان إي هيون وو سيكون في الدور الدور الثانوي.
التصوير
في 9 يوليو، شوهدت سولي وفريق يلتطقون صور للدراما، استعدادًا لدوره بصفته «كانغ تاي جون»، تلقى تشوي مين هو تدريبات لشخصيته من المدرب كيم تاي يونغ وهو لاعب ورياضي سابق في الوثب العالي وعضو في الاتحاد الكوري لألعاب القوى.
بدأ التصوير في بداية يوليو؟ في مقابلة مع مجلة فوق كوريا، أكد تشوي من هو أن الدراما ستبث في 15 أغسطس، بدلاً من الموعد المقرر في 8 أغسطس،  تم التصوير مشاهد الجامعة في MokWon ولتصوير المشاهد في مدرسة Genie Athletic High School ، وتم تصوير في Anmyeondo لمشاهد العطلة الصيفية، كان المشهد الأول الذي تم تصوريه وهو مشهد سولي وهي تقفز من مكان عالي، ولتصوير مشهد القفز العالي، تم استخدام 105 كاميرات عالية السرعة للتصوير بنفس الوقت.
المشاهدات
وفقا لأيه جي بي نيلسن ميديا ريسيرش، حققت حلقة العرض الأول تصنيفا بنسبة 7.4 من المئة في المشاهدين، ونفاست دراما rival Arang and the Magistrate على قناة MBC مع 13.3 من المئة للحلقة الأولى و 19.4 ونافست percent for Bridal Mask على قناة KBS وصنفت من انجح الدرامات في كوريا الجنوبية والعالم لعام 2012 .
بطولة:
• تشوي مين هو - كانغ تاي جون
• سولي - غوي جاي ري.

## وصلات خارجية
- إلى الجميلة أنت على موقع IMDb (الإنجليزية)
- إلى الجميلة أنت على موقع ليتربوكسد (الإنجليزية)
- إلى الجميلة أنت على موقع كينوبويسك (الروسية)
- إلى الجميلة أنت على موقع قاعدة بيانات الفيلم (الإنجليزية)